# Élections municipales de 2017 dans Memphrémagog
Pour un article plus général, voir Élections municipales de 2017 en Estrie.
Cet article concerne les élections municipales de 2017 en Estrie dans la municipalité régionale de comté de Memphrémagog.

## Austin
| Partis                         | Partis                            | Candidats pour la mairie  | Vote | %     |
| ------------------------------ | --------------------------------- | ------------------------- | ---- | ----- |
|                                | Indépendant                       | Lisette Maillé (Sortante) | 678  | 71,37 |
|                                | Équipe des contribuables d'Austin | Michel Morin              | 272  | 28,63 |
| Taux de participation : 61,9 % |                                   |                           |      |       |

| Partis | Partis                            | Candidats conseiller #1  | Vote | %     |
| ------ | --------------------------------- | ------------------------ | ---- | ----- |
|        | Indépendant                       | Victor Dingman (Sortant) | 671  | 71,95 |
|        | Équipe des contribuables d'Austin | Luc Thibodeau            | 262  | 28,08 |

| Partis | Partis                            | Candidats conseiller #2 | Vote | %     |
| ------ | --------------------------------- | ----------------------- | ---- | ----- |
|        | Indépendant                       | Jean-Pierre Naud        | 642  | 68,66 |
|        | Équipe des contribuables d'Austin | Karine Viscogliosi      | 293  | 31,34 |

| Partis | Partis                            | Candidats conseiller #3    | Vote | %     |
| ------ | --------------------------------- | -------------------------- | ---- | ----- |
|        | Indépendant                       | Jean-Claude Duff (Sortant) | 644  | 69,47 |
|        | Équipe des contribuables d'Austin | Serge Brazeau              | 283  | 30,53 |

| Partis | Partis                            | Candidats conseiller #4 | Vote | %     |
| ------ | --------------------------------- | ----------------------- | ---- | ----- |
|        | Indépendante                      | Isabelle Couture        | 653  | 70,29 |
|        | Équipe des contribuables d'Austin | Linda Langlois          | 276  | 29,71 |

| Partis | Partis                            | Candidats conseiller #5 | Vote | %     |
| ------ | --------------------------------- | ----------------------- | ---- | ----- |
|        | Indépendant                       | Paul-Émile Guilbault    | 651  | 69,77 |
|        | Équipe des contribuables d'Austin | Pierre Paradis          | 282  | 30,23 |

| Partis | Partis                            | Candidats conseiller #5 | Vote | %     |
| ------ | --------------------------------- | ----------------------- | ---- | ----- |
|        | Indépendant                       | Bernard Jeansonne       | 650  | 69,37 |
|        | Équipe des contribuables d'Austin | Diane Montigny          | 287  | 30,63 |

## Ayer's Cliff
| Candidats pour la mairie               | Vote | %     |
| -------------------------------------- | ---- | ----- |
| Vincent Gérin                          | 295  | 59,84 |
| John Batrie (Sortant d'un autre poste) | 198  | 40,16 |
| Taux de participation : 50,6 %         |      |       |

| Candidats conseiller #1  | Vote            | %               |
| ------------------------ | --------------- | --------------- |
| Patrick Proulx (Sortant) | Sans opposition | Sans opposition |

| Candidats conseiller #2  | Vote            | %               |
| ------------------------ | --------------- | --------------- |
| Robert Lacoste (Sortant) | Sans opposition | Sans opposition |

| Candidats conseiller #3      | Vote | %     |
| ---------------------------- | ---- | ----- |
| Peter James McHarg (Sortant) | 338  | 68,28 |
| Philippe Dusseault           | 157  | 31,72 |

| Candidats conseiller #4 | Vote | %     |
| ----------------------- | ---- | ----- |
| Stephane Richard        | 296  | 61,67 |
| Nicolas Plourde         | 184  | 38,33 |

| Candidats conseiller #5 | Vote | %     |
| ----------------------- | ---- | ----- |
| Stacey Belknap-Keet     | 345  | 69,08 |
| Luc Jetté               | 98   | 19,88 |
| Roland Lamoureux        | 50   | 10,14 |

| Candidats conseiller #6    | Vote | %     |
| -------------------------- | ---- | ----- |
| Michael Crook              | 337  | 68,22 |
| France Coulombe (Sortante) | 157  | 31,78 |

## Bolton-Est
| Candidats pour la mairie      | Vote | %     |
| ----------------------------- | ---- | ----- |
| Joan Westland-Eby (Sortante)  | 356  | 70,22 |
| Guy Carrière                  | 151  | 29,78 |
| Taux de participation : N/A % |      |       |

| Candidats conseiller #1  | Vote            | %               |
| ------------------------ | --------------- | --------------- |
| Pierre Grenier (Sortant) | Sans opposition | Sans opposition |

| Candidats conseiller #2 | Vote | %     |
| ----------------------- | ---- | ----- |
| Pierre Piché (Sortant)  | 352  | 72,58 |
| Terry Martel            | 133  | 27,42 |

| Candidats conseiller #3 | Vote | %     |
| ----------------------- | ---- | ----- |
| Vinciane Peeters        | 297  | 60,99 |
| Daniel Lechasseur       | 190  | 39,01 |

| Candidats conseiller #4 | Vote | %     |
| ----------------------- | ---- | ----- |
| Alain Déry              | 324  | 65,59 |
| Myles Barnes            | 170  | 34,41 |

| Candidats conseiller #5 | Vote            | %               |
| ----------------------- | --------------- | --------------- |
| Julie Paige (Sortante)  | Sans opposition | Sans opposition |

| Candidats conseiller #6 | Vote | %     |
| ----------------------- | ---- | ----- |
| Martha Crombie          | 306  | 62,20 |
| Dominic Bouchard        | 186  | 37,80 |

## Eastman
| Candidats pour la mairie       | Vote | %     |
| ------------------------------ | ---- | ----- |
| Yvon Laramée (Sortant)         | 690  | 59,48 |
| Yves Racicot                   | 470  | 40,52 |
| Taux de participation : 62,5 % |      |       |

| Candidats conseiller #1  | Vote | %     |
| ------------------------ | ---- | ----- |
| Maurice Séguin (Sortant) | 584  | 51,59 |
| Alain Laramée            | 548  | 48,41 |

| Candidats conseiller #2 | Vote | %     |
| ----------------------- | ---- | ----- |
| Noémie Perreault        | 446  | 39,33 |
| Louise Gannon           | 370  | 32,63 |
| Daniel Lavoie           | 318  | 28,04 |

| Candidats conseiller #3     | Vote            | %               |
| --------------------------- | --------------- | --------------- |
| Nathalie Lemaire (Sortante) | Sans opposition | Sans opposition |

| Candidats conseiller #4 | Vote | %     |
| ----------------------- | ---- | ----- |
| Carol Boivin            | 660  | 60,00 |
| Charlotte Paré          | 440  | 40,00 |

| Candidats conseiller #5    | Vote            | %               |
| -------------------------- | --------------- | --------------- |
| Patrick McDonald (Sortant) | Sans opposition | Sans opposition |

| Candidats conseiller #6 | Vote | %     |
| ----------------------- | ---- | ----- |
| Heidi Fortin            | 710  | 62,89 |
| Michel D. Soucisse      | 419  | 37,11 |

- Démission de Noémie Perreault, conseillère #2, le 17 octobre 2019[1].

## Hatley (municipalité de canton)
| Partis | Partis         | Candidats pour la mairie | Vote            | %               |
| ------ | -------------- | ------------------------ | --------------- | --------------- |
|        | Équipe Primeau | Martin Primeau (Sortant) | Sans opposition | Sans opposition |

| Partis | Partis         | Candidats conseiller #1    | Vote            | %               |
| ------ | -------------- | -------------------------- | --------------- | --------------- |
|        | Équipe Primeau | Patrick Clowerey (Sortant) | Sans opposition | Sans opposition |

| Partis | Partis         | Candidats conseiller #2 | Vote | %     |
| ------ | -------------- | ----------------------- | ---- | ----- |
|        | Équipe Primeau | Vincent Fontaine        | 573  | 61,61 |
|        | Indépendante   | Monique Boudreau        | 357  | 38,39 |

| Partis | Partis         | Candidats conseiller #3   | Vote | %     |
| ------ | -------------- | ------------------------- | ---- | ----- |
|        | Équipe Primeau | Jacques Bogenez (Sortant) | 595  | 64,32 |
|        | Indépendante   | Denis Charest             | 330  | 35,68 |

| Partis | Partis         | Candidats conseiller #4      | Vote | %     |
| ------ | -------------- | ---------------------------- | ---- | ----- |
|        | Équipe Primeau | Maryse Gaudreau              | 585  | 63,11 |
|        | Indépendante   | Claude B. Meilleur (Sortant) | 342  | 36,89 |

| Partis | Partis         | Candidats conseiller #5 | Vote | %     |
| ------ | -------------- | ----------------------- | ---- | ----- |
|        | Équipe Primeau | Danielle Côté           | 651  | 69,92 |
|        | Indépendante   | Guy Larkin (Sortant)    | 280  | 30,08 |

| Partis | Partis         | Candidats conseiller #6  | Vote | %     |
| ------ | -------------- | ------------------------ | ---- | ----- |
|        | Équipe Primeau | Sylvie Cassar (Sortante) | 690  | 74,59 |
|        | Indépendante   | Sylvie Lawrence          | 235  | 25,41 |

## Hatley (municipalité)
| Candidats pour la mairie | Vote            | %               |
| ------------------------ | --------------- | --------------- |
| Denis Ferland (Sortant)  | Sans opposition | Sans opposition |

| Candidats conseiller #1     | Vote            | %               |
| --------------------------- | --------------- | --------------- |
| Chantal Montminy (Sortante) | Sans opposition | Sans opposition |

| Candidats conseiller #2 | Vote            | %               |
| ----------------------- | --------------- | --------------- |
| Hélène Daneau           | Sans opposition | Sans opposition |

| Candidats conseiller #3 | Vote            | %               |
| ----------------------- | --------------- | --------------- |
| Éric Hammal (Sortant)   | Sans opposition | Sans opposition |

| Candidats conseiller #4  | Vote            | %               |
| ------------------------ | --------------- | --------------- |
| Guy Massicotte (Sortant) | Sans opposition | Sans opposition |

| Candidats conseiller #5 | Vote            | %               |
| ----------------------- | --------------- | --------------- |
| Lucie Masse (Sortante)  | Sans opposition | Sans opposition |

| Candidats conseiller #6 | Vote            | %               |
| ----------------------- | --------------- | --------------- |
| Gilles Viens (Sortant)  | Sans opposition | Sans opposition |

## Magog
| Candidats pour la mairie       | Vote  | %     |
| ------------------------------ | ----- | ----- |
| Vicki-May Hamm (Sortante)      | 6 379 | 63,00 |
| Marc Delisle                   | 2 981 | 29,44 |
| Johanne Bouchard               | 766   | 7,56  |
| Taux de participation : 46,2 % |       |       |

| Candidats district #1                    | Vote | %     |
| ---------------------------------------- | ---- | ----- |
| Jean-François Rompré                     | 516  | 35,37 |
| Georgianne Gagnon                        | 509  | 34,89 |
| Robert Ranger (Sortant d'un autre poste) | 434  | 29,75 |

| Candidats district #2 | Vote | %     |
| --------------------- | ---- | ----- |
| Bertrand Bilodeau     | 809  | 53,72 |
| Renaud Légaré         | 697  | 46,28 |

| Candidats district #3                      | Vote | %     |
| ------------------------------------------ | ---- | ----- |
| Yvon Lamontagne (Sortant d'un autre poste) | 618  | 51,37 |
| Gino Gaudreau                              | 585  | 48,63 |

| Candidats district #4 | Vote | %     |
| --------------------- | ---- | ----- |
| Samuel Côté           | 783  | 54,19 |
| Michel Bombardier     | 662  | 45,81 |

| Candidats district #5                         | Vote | %     |
| --------------------------------------------- | ---- | ----- |
| Nathalie Bélanger (Sortante d'un autre poste) | 794  | 69,41 |
| Rock Gaudreau                                 | 350  | 30,59 |

| Candidats district #6                       | Vote | %     |
| ------------------------------------------- | ---- | ----- |
| Diane Pelletier (Sortante d'un autre poste) | 528  | 52,75 |
| Stéphane Boudreau                           | 240  | 23,98 |
| Emmanuel Bouchard                           | 233  | 23,28 |

| Candidats district #7                          | Vote | %     |
| ---------------------------------------------- | ---- | ----- |
| Nathalie Pelletier (Sortante d'un autre poste) | 607  | 54,73 |
| Jean-Guy Gingras (Sortant d'un autre poste)    | 406  | 36,61 |
| Claude Bolduc                                  | 96   | 8,66  |

| Candidats district #8                         | Vote | %     |
| --------------------------------------------- | ---- | ----- |
| Jacques Laurendeau (Sortant d'un autre poste) | 731  | 60,51 |
| Steeve Cloutier                               | 239  | 19,78 |
| Olivier Tremblay                              | 238  | 19,70 |

## North Hatley
| Candidats pour la mairie | Vote            | %               |
| ------------------------ | --------------- | --------------- |
| Michael Page (Sortant)   | Sans opposition | Sans opposition |

| Candidats conseiller #1     | Vote            | %               |
| --------------------------- | --------------- | --------------- |
| Pauline Farrugia (Sortante) | Sans opposition | Sans opposition |

| Candidats conseiller #2           | Vote | %     |
| --------------------------------- | ---- | ----- |
| Marcella Davis Gerrish (Sortante) | 202  | 56,74 |
| Dominique Cyr                     | 154  | 43,26 |

| Candidats conseiller #3 | Vote | %     |
| ----------------------- | ---- | ----- |
| Guy Veillette (Sortant) | 184  | 52,27 |
| Line Fortin             | 166  | 47,43 |

| Candidats conseiller #4 | Vote | %     |
| ----------------------- | ---- | ----- |
| Elizabeth Fee           | 205  | 58,91 |
| Johanne Pelletier       | 143  | 41,09 |

| Candidats conseiller #5     | Vote | %     |
| --------------------------- | ---- | ----- |
| Claude Villeneuve (Sortant) | 198  | 56,09 |
| Michael Grayson             | 155  | 43,91 |

| Candidats conseiller #6   | Vote | %     |
| ------------------------- | ---- | ----- |
| Alexandre-Nicolas Leblanc | 178  | 50,71 |
| Marc Lebreux              | 173  | 49,29 |

## Ogden
| Candidats pour la mairie                 | Vote | %     |
| ---------------------------------------- | ---- | ----- |
| Richard Violette                         | 169  | 64,75 |
| Alain Carrier (Sortant d'un autre poste) | 92   | 35,25 |
| Taux de participation : 38,3 %           |      |       |

| Candidats conseiller #1                  | Vote            | %               |
| ---------------------------------------- | --------------- | --------------- |
| Michel Sudlow (Sortant d'un autre poste) | Sans opposition | Sans opposition |

| Candidats conseiller #2 | Vote | %     |
| ----------------------- | ---- | ----- |
| Jean R. Roy (Sortant)   | 157  | 60,38 |
| Philippe Danton         | 103  | 39,62 |

| Candidats conseiller #3 | Vote            | %               |
| ----------------------- | --------------- | --------------- |
| Claudette Dupras        | Sans opposition | Sans opposition |

| Candidats conseiller #4 | Vote            | %               |
| ----------------------- | --------------- | --------------- |
| Marie-Andrée Courval    | Sans opposition | Sans opposition |

| Candidats conseiller #5 | Vote            | %               |
| ----------------------- | --------------- | --------------- |
| Lise Rousseau           | Sans opposition | Sans opposition |

| Candidats conseiller #6    | Vote            | %               |
| -------------------------- | --------------- | --------------- |
| Sylvie Lefebvre (Sortante) | Sans opposition | Sans opposition |

## Orford
| Partis                         | Partis                              | Candidats pour la mairie | Vote  | %     |
| ------------------------------ | ----------------------------------- | ------------------------ | ----- | ----- |
|                                | Projet Orford / Équipe Marie Boivin | Marie Boivin             | 1 274 | 70,90 |
|                                | Orford en marche                    | Philippe Jonnaert        | 523   | 29,10 |
| Taux de participation : 46,3 % |                                     |                          |       |       |

| Partis | Partis                              | Candidats conseiller #1 | Vote  | %     |
| ------ | ----------------------------------- | ----------------------- | ----- | ----- |
|        | Projet Orford / Équipe Marie Boivin | Lorraine Lévesque       | 1 228 | 68,80 |
|        | Orford en marche                    | Jessica Poirier         | 557   | 31,20 |

| Partis | Partis                              | Candidats conseiller #2 | Vote  | %     |
| ------ | ----------------------------------- | ----------------------- | ----- | ----- |
|        | Projet Orford / Équipe Marie Boivin | Richard Bousquet        | 1 211 | 68,80 |
|        | Orford en marche                    | Mireille Chapleau       | 575   | 32,19 |

| Partis | Partis                              | Candidats conseiller #3    | Vote  | %     |
| ------ | ----------------------------------- | -------------------------- | ----- | ----- |
|        | Projet Orford / Équipe Marie Boivin | Maryse Blais               | 1 156 | 65,05 |
|        | Orford en marche                    | Réjean Beaudette (Sortant) | 621   | 34,95 |

| Partis | Partis                              | Candidats conseiller #4 | Vote  | %     |
| ------ | ----------------------------------- | ----------------------- | ----- | ----- |
|        | Projet Orford / Équipe Marie Boivin | Diane Boivin            | 1 188 | 66,48 |
|        | Orford en marche                    | Judith Gagnon           | 599   | 33,52 |

| Partis | Partis                              | Candidats conseiller #5 | Vote  | %     |
| ------ | ----------------------------------- | ----------------------- | ----- | ----- |
|        | Projet Orford / Équipe Marie Boivin | Mylène Alarie           | 1 253 | 70,27 |
|        | Orford en marche                    | Josiane Dupré           | 530   | 29,73 |

| Partis | Partis                              | Candidats conseiller #6   | Vote  | %     |
| ------ | ----------------------------------- | ------------------------- | ----- | ----- |
|        | Projet Orford / Équipe Marie Boivin | Jacques Lauzon            | 1 214 | 68,05 |
|        | Orford en marche                    | Robert Paquette (Sortant) | 570   | 31,95 |

## Potton
| Jacques Marcoux                | 709 | 52,52 |
| Louis Veillon (Sortant)        | 641 | 47,48 |
| Taux de participation : 67,3 % |     |       |

| Candidats conseiller #1  | Vote | %     |
| ------------------------ | ---- | ----- |
| André Ducharme (Sortant) | 702  | 52,98 |
| Guy Langevin             | 623  | 47,02 |

| Candidats conseiller #2           | Vote | %     |
| --------------------------------- | ---- | ----- |
| Edward Mierzwinski                | 504  | 37,70 |
| Diane Rypinski Marcoux (Sortante) | 474  | 35,45 |
| Suzie Le Sauteur                  | 279  | 20,87 |
| Marie-Paule Villeneuve            | 80   | 5,98  |

| Candidats conseiller #3     | Vote | %     |
| --------------------------- | ---- | ----- |
| Francis Marcoux             | 734  | 55,27 |
| Michel Daigneault (Sortant) | 594  | 44,73 |

| Candidats conseiller #4    | Vote | %     |
| -------------------------- | ---- | ----- |
| Michael Laplume            | 687  | 51,38 |
| Édith Smeesters (Sortante) | 650  | 48,62 |

| Candidats conseiller #5 | Vote | %     |
| ----------------------- | ---- | ----- |
| Bruno Côté              | 609  | 46,17 |
| Howard Heitner          | 426  | 32,30 |
| Christine Baudinet      | 284  | 21,53 |

| Candidats conseiller #6 | Vote | %     |
| ----------------------- | ---- | ----- |
| Jason Ball              | 869  | 65,54 |
| Stéphane Gauthier       | 457  | 34,46 |

## Saint-Étienne-de-Bolton
| Candidats pour la mairie    | Vote            | %               |
| --------------------------- | --------------- | --------------- |
| Michèle Turcotte (Sortante) | Sans opposition | Sans opposition |

| Candidats conseiller #1      | Vote            | %               |
| ---------------------------- | --------------- | --------------- |
| Michel Bissonnette (Sortant) | Sans opposition | Sans opposition |

| Candidats conseiller #2 | Vote            | %               |
| ----------------------- | --------------- | --------------- |
| Bernard Gravel          | Sans opposition | Sans opposition |

| Candidats conseiller #3 | Vote            | %               |
| ----------------------- | --------------- | --------------- |
| Vincent Jarry           | Sans opposition | Sans opposition |

| Candidats conseiller #4  | Vote            | %               |
| ------------------------ | --------------- | --------------- |
| François Jolin (Sortant) | Sans opposition | Sans opposition |

| Candidats conseiller #5 | Vote            | %               |
| ----------------------- | --------------- | --------------- |
| Jocelyne Veilleux       | Sans opposition | Sans opposition |

| Candidats conseiller #6      | Vote            | %               |
| ---------------------------- | --------------- | --------------- |
| Jean-Pierre Lavoie (Sortant) | Sans opposition | Sans opposition |

## Sainte-Catherine-de-Hatley
| Candidats pour la mairie | Vote            | %               |
| ------------------------ | --------------- | --------------- |
| Jacques Demers (Sortant) | Sans opposition | Sans opposition |

| Candidats district #1    | Vote            | %               |
| ------------------------ | --------------- | --------------- |
| Marc Hurtubise (Sortant) | Sans opposition | Sans opposition |

| Candidats district #2             | Vote            | %               |
| --------------------------------- | --------------- | --------------- |
| Huguette Brault Larose (Sortante) | Sans opposition | Sans opposition |

| Candidats district #3           | Vote            | %               |
| ------------------------------- | --------------- | --------------- |
| Andrée-Nicole Blouin (Sortante) | Sans opposition | Sans opposition |

| Candidats district #4       | Vote            | %               |
| --------------------------- | --------------- | --------------- |
| René Vaillancourt (Sortant) | Sans opposition | Sans opposition |

| Candidats district #5    | Vote            | %               |
| ------------------------ | --------------- | --------------- |
| Lina Courtois (Sortante) | Sans opposition | Sans opposition |

| Candidats district #6    | Vote | %     |
| ------------------------ | ---- | ----- |
| Sylvie Martel (Sortante) | 142  | 69,27 |
| Jean-Sébastien Bachand   | 63   | 30,73 |

## Stanstead (canton)
| Francine Caron Markwell (Sortante) | 319 | 53,26 |
| Stéphane Pouliot                   | 280 | 46,74 |
| Taux de participation : 57,2 %     |     |       |

| Candidats conseiller #1    | Vote | %     |
| -------------------------- | ---- | ----- |
| Pierre Martineau (Sortant) | 375  | 63,88 |
| Gaston Blain               | 212  | 36,12 |

| Candidats conseiller #2              | Vote | %     |
| ------------------------------------ | ---- | ----- |
| Jean Desrosiers                      | 358  | 61,41 |
| Gaétane Gaudreau Langlois (Sortante) | 225  | 38,59 |

| Candidats conseiller #3 | Vote | %     |
| ----------------------- | ---- | ----- |
| Andrew Retchless        | 331  | 56,58 |
| William J. Marsden      | 254  | 43,42 |

| Candidats conseiller #4                      | Vote | %     |
| -------------------------------------------- | ---- | ----- |
| Christian Laporte (Sortant d'un autre poste) | 342  | 58,26 |
| Robert Davidson                              | 179  | 30,49 |
| Gale Deslongchamps                           | 66   | 11,24 |

| Candidats conseiller #5 | Vote | %     |
| ----------------------- | ---- | ----- |
| Louise Hébert           | 381  | 66,15 |
| Nicole Daigle           | 195  | 33,85 |

| Candidats conseiller #6 | Vote            | %               |
| ----------------------- | --------------- | --------------- |
| Mary Cartmel            | Sans opposition | Sans opposition |

## Stanstead (ville)
| Philip Dutil (Sortant)         | 594 | 63,60 |
| Raymond Yates                  | 228 | 24,41 |
| Michel Duclos                  | 112 | 11,99 |
| Taux de participation : 43,5 % |     |       |

| Candidats conseiller #1 | Vote | %     |
| ----------------------- | ---- | ----- |
| Paul Stuart (Sortant)   | 494  | 53,12 |
| Nathalie Belleville     | 436  | 46,88 |

| Candidats conseiller #3    | Vote | %     |
| -------------------------- | ---- | ----- |
| Deborah Bishop             | 611  | 65,00 |
| Nicholas Ouellet (Sortant) | 329  | 35,00 |

| Candidats conseiller #3 | Vote | %     |
| ----------------------- | ---- | ----- |
| Hélène Hamel            | 578  | 62,89 |
| Gilles Charbonneau      | 341  | 37,11 |

| Candidats conseiller #4                   | Vote | %     |
| ----------------------------------------- | ---- | ----- |
| Frances Bonenfant (Sortante)              | 522  | 56,19 |
| Wayne Stratton (Sortant d'un autre poste) | 407  | 43,81 |

| Candidats conseiller #5 | Vote | %     |
| ----------------------- | ---- | ----- |
| Joshua Richer           | 417  | 44,89 |
| Matthew Farfan          | 371  | 39,94 |
| Joel Azevedo            | 141  | 15,18 |

| Candidats conseiller #6 | Vote | %     |
| ----------------------- | ---- | ----- |
| Guy Ouellet (Sortant)   | 493  | 52,95 |
| Guy Lachance            | 438  | 47,05 |

## Stukely-Sud
| Patrick Leblond                | 267 | 60,14 |
| Eutiquio Alvarez (Sortant')    | 177 | 39,86 |
| Taux de participation : 49,2 % |     |       |

| Candidats conseiller #1 | Vote | %     |
| ----------------------- | ---- | ----- |
| Véronique Stock         | 290  | 66,67 |
| Denis Garneau (Sortant) | 145  | 33,33 |

| Candidats conseiller #2  | Vote | %     |
| ------------------------ | ---- | ----- |
| Charles-Édouard Lavallée | 297  | 68,91 |
| Carlos Médéros           | 134  | 31,09 |

| Candidats conseiller #3 | Vote            | %               |
| ----------------------- | --------------- | --------------- |
| Julie Royer             | Sans opposition | Sans opposition |

| Candidats conseiller #4          | Vote            | %               |
| -------------------------------- | --------------- | --------------- |
| Charles L'Heureux-Riel (Sortant) | Sans opposition | Sans opposition |

| Candidats conseiller #5          | Vote            | %               |
| -------------------------------- | --------------- | --------------- |
| Céline Delorme Picken (Sortante) | Sans opposition | Sans opposition |

| Candidats conseiller #6 | Vote            | %               |
| ----------------------- | --------------- | --------------- |
| Patrick Binckly         | Sans opposition | Sans opposition |